# 佐々木晨二
佐々木 晨二（ささき しんじ、1947年8月4日 - ）は、日本の実業家。J-オイルミルズ代表取締役社長や、日本植物油協会会長、日本油脂検査協会評議員会議長を務めた。

## 人物・経歴
宮城県出身。1971年東北大学法学部卒業後、味の素入社。1999年取締役人事部長に昇格。2001年から、江頭邦雄味の素代表取締役社長のもと、味の素の油事業の統合がなされた新生味の素製油の代表取締役社長を務め、ホーネンコーポレーションとの経営統合にあたり、2002年に持株会社として設立された豊年味の素製油（現在のJ-オイルミルズ）の代表取締役副社長に就任した。2005年からJ-オイルミルズ代表取締役社長を務め、日本植物油協会会長、日本油脂検査協会評議員会議長なども兼務した。2010年J-オイルミルズ相談役。